# Isla Ixtapa
Isla Ixtapa är en ö i Mexiko. Den ligger vid stranden Playa Linda och tillhör kommunen José Azueta i delstaten Guerrero, i den södra delen av landet. Arean är 0,33 kvadratkilometer.